# Nuno Valente
Nuno Jorge Pereira da Silva Valente (* 12. září 1974, Lisabon) je bývalý portugalský fotbalista. Nastupoval většinou na pozici levého obránce.
S portugalskou reprezentací získal stříbrnou medaili na mistrovství Evropy roku 2004. Zúčastnil se též mistrovství světa v Německu roku 2006, kde Portugalci skončili na čtvrtém místě. Celkem za národní mužstvo odehrál 33 zápasů, v nichž vstřelil 1 gól.
S FC Porto vyhrál Ligu mistrů UEFA 2003/04, Pohár UEFA 2002/03 a Interkontinentální pohár 2004.
S Portem se stal dvakrát mistrem Portugalska (2002/03, 2003/04) a dvakrát získal portugalský pohár (1994/95, 2002/03).